# Lifta

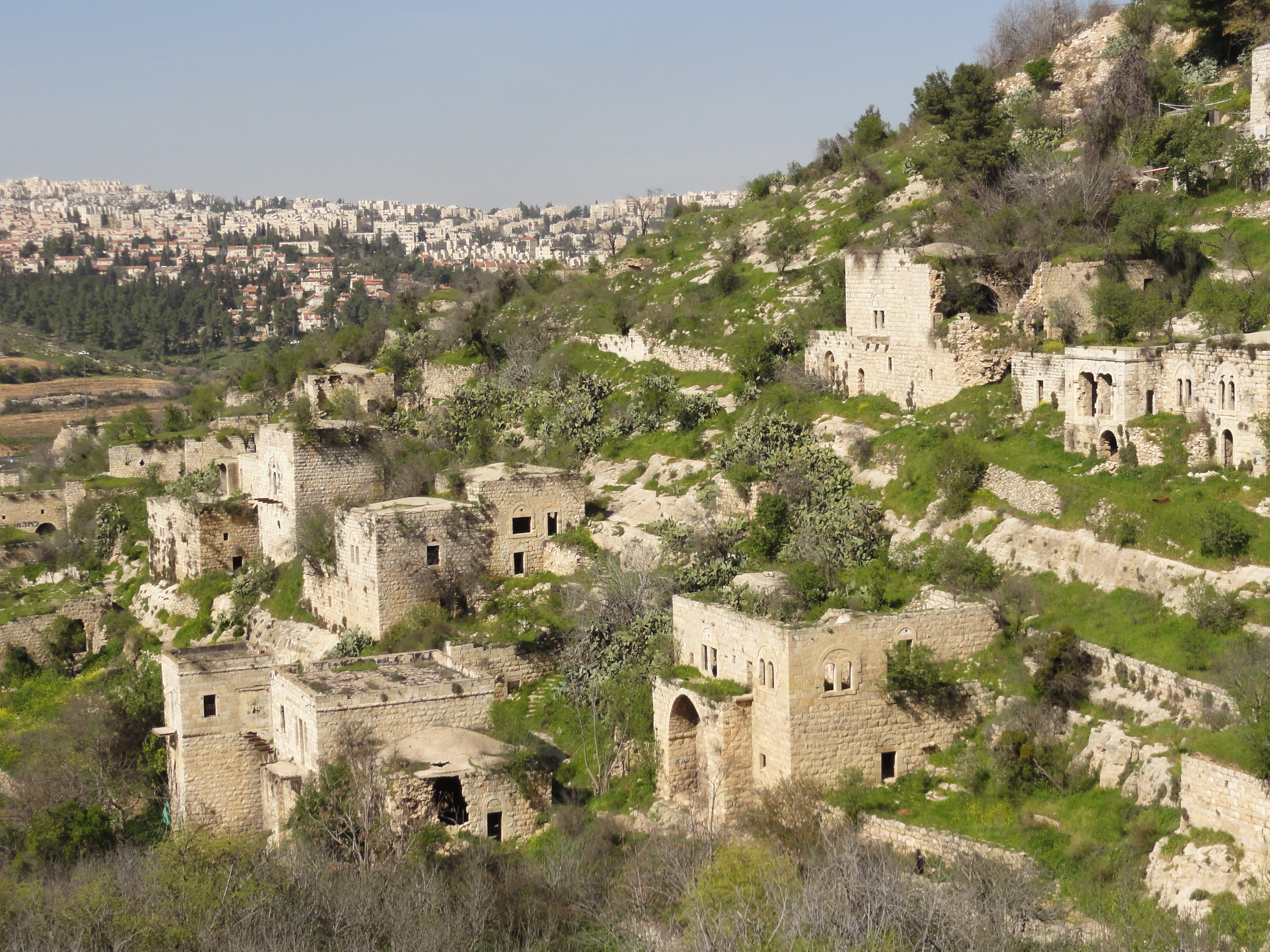
Lifta en 2011.

Lifta (en árabe: لفتا‎; en hebreo: ליפתא‎) era un pueblo palestino situado a poca distancia al oeste de Jerusalén, dentro de su término municipal. El pueblo fue despoblado durante la primera parte de la guerra civil de 1947-1948 en la Palestina Mandatoria, pero no fue ni destruido ni repoblado y mantiene las ruinas de sus casas tal como las dejaron su habitantes palestinos. Se ha hecho referencia a ella como la "Pompeya palestina".
En julio de 2017, Israel declaró Lifta (llamada Mei Neftoach en hebreo) reserva natural nacional. En mayo de 2021, la Israel Lands Authority (ILA), organismo gubernamental encargado de la gestión del suelo público, anunció la apertura de ofertas para que empresas constructoras se encarguen de la reurbanización de Lifta, con 259 viviendas y un hotel de lujo.

## Historia

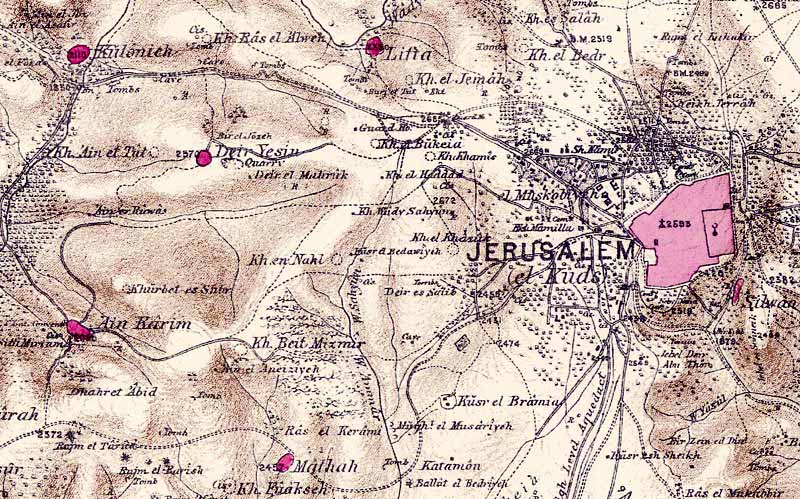
Lifta y Jerusalén en 1880.
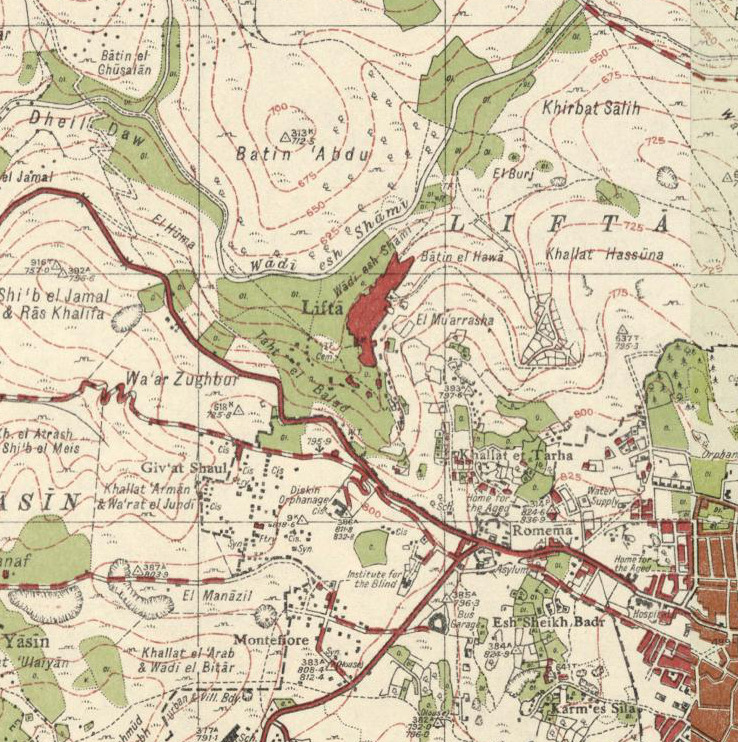
Lifta y oeste de Jerusalén en 1940.
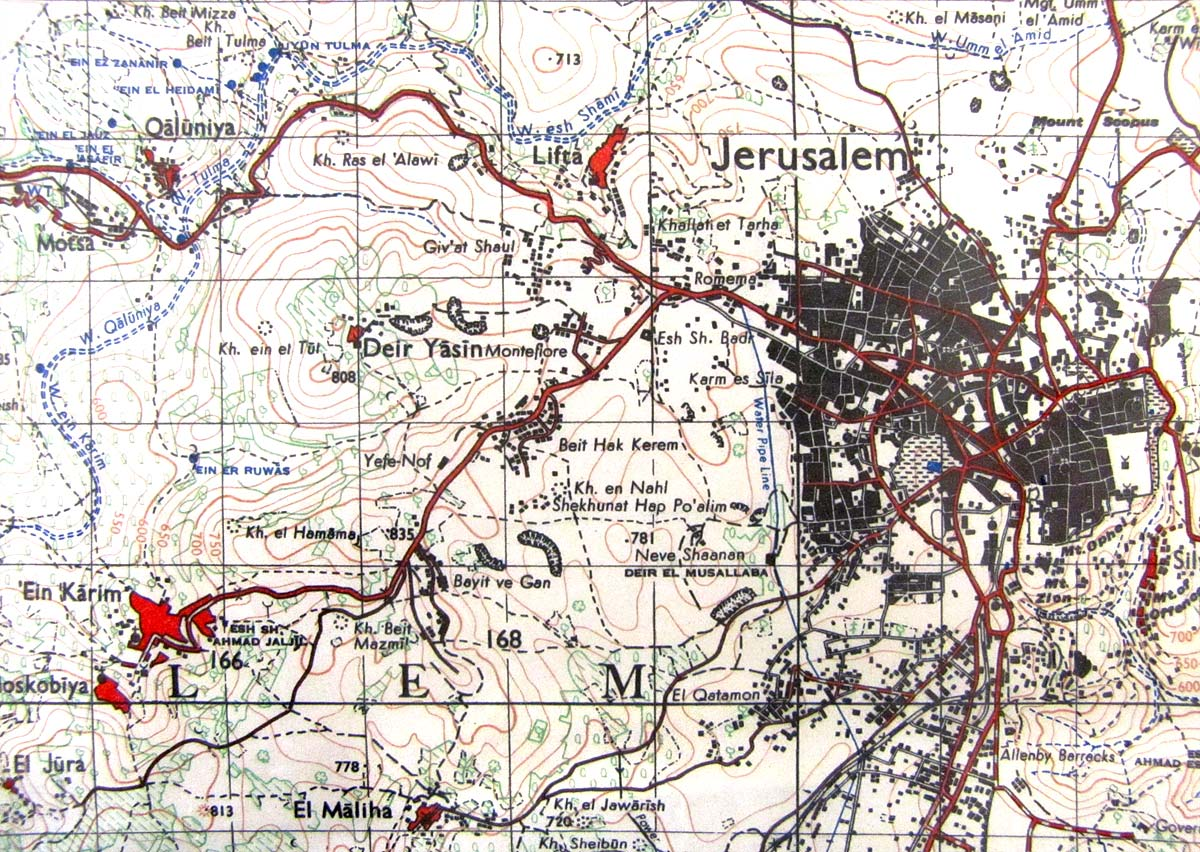
Lifta y Jerusalén en 1943.
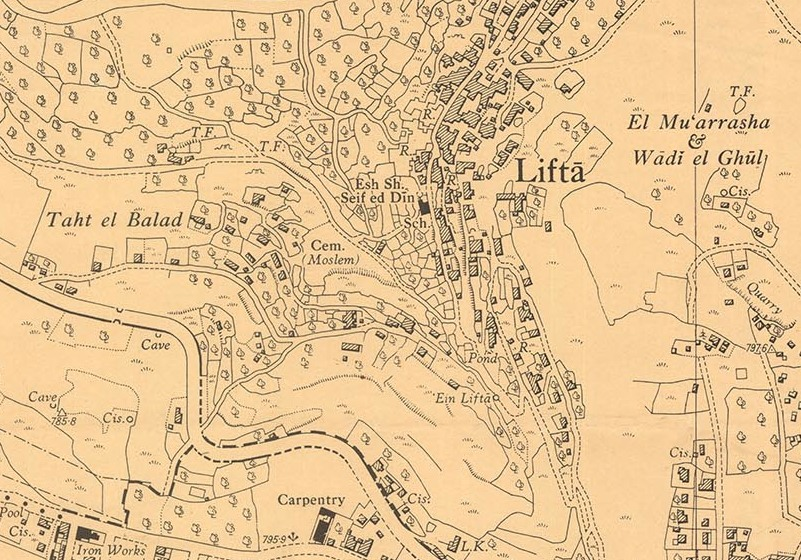
Casas y fincas de Lifta en 1943.

### Antigüedad

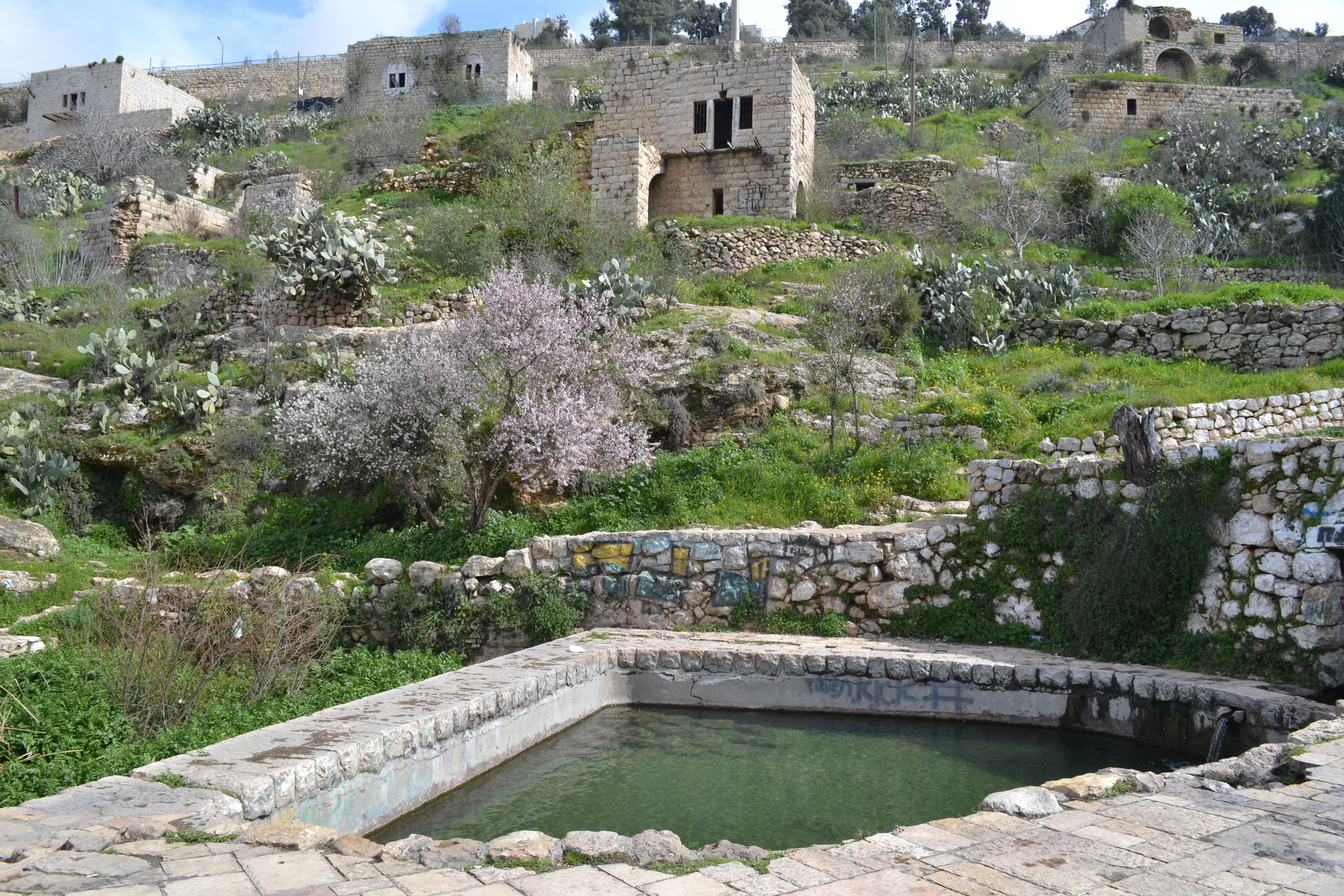
Estanque del manantial de Lifta.

Se cree que un manantial perenne situado en la parte superior del canal fue el lugar donde se desarrolló la aldea. Alrededor de este manantial, se descubrieron artefactos como una cueva funeraria y fragmentos de cerámica de los periodos del Bronce Medio y la Edad de Hierro. También en el pueblo se han encontrado restos arqueológicos que datan de la Edad de Hierro.

#### Interpretación bíblica
Algunos consideran que el lugar es idéntico al hebreo bíblico: מי נפתוח Mei Neftoach. Nephtoah (en hebreo: נפתח‎, lit. «manantial del corredor») se menciona en la Biblia hebrea como la frontera entre las tribus israelitas de Judá y Benjamín, si bien no concuerdan todos los historiadores.

### Épocas romanas, bizantinas y cruzadas
Los romanos y bizantinos la llamaban Nephtho, y los cruzados Clepsta. En el centro del pueblo se conservan los restos de una casa patio de la época de las Cruzadas.

### Imperio otomano

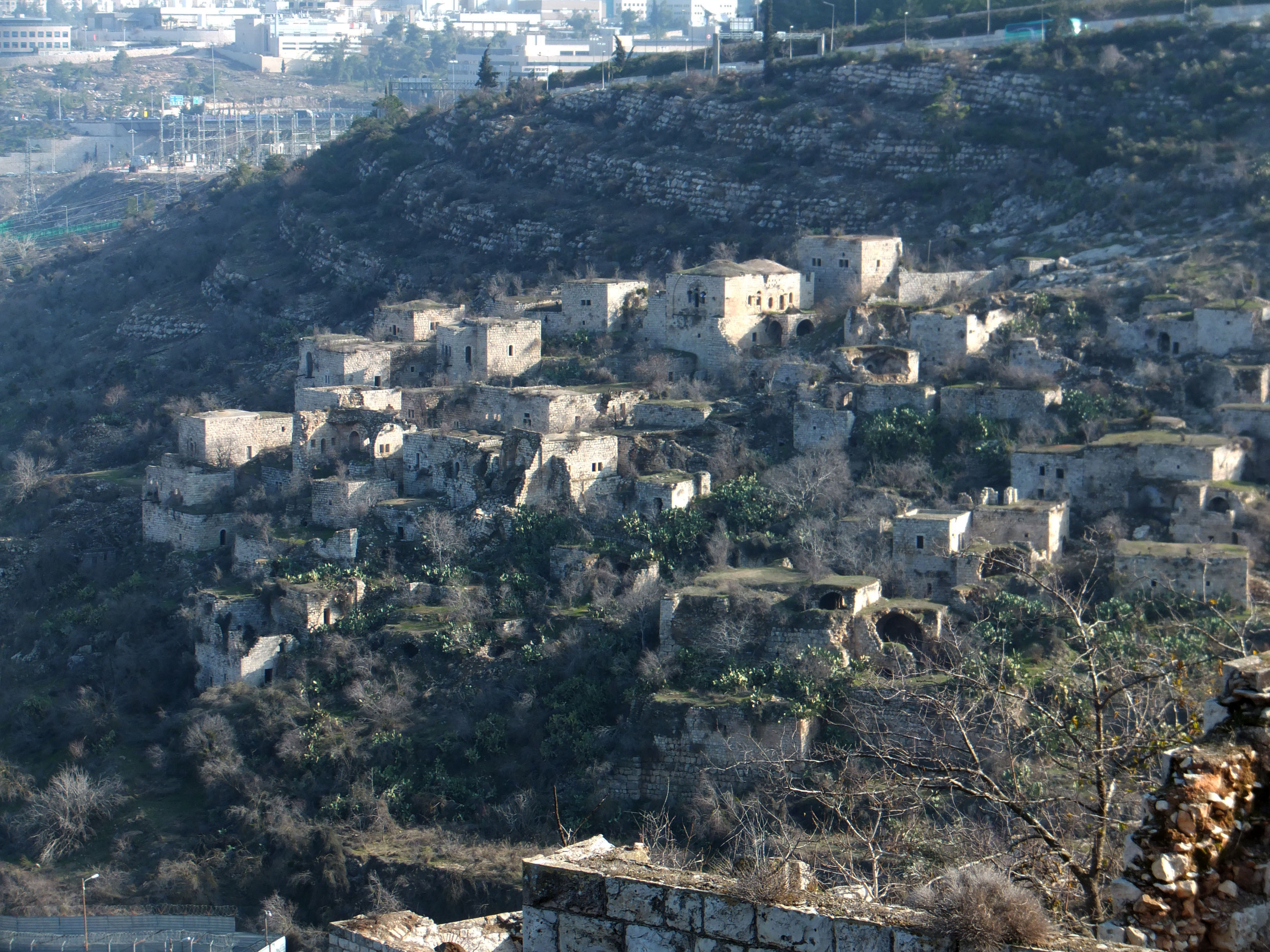
Lifta y sus antiguas terrazas de cultivo.

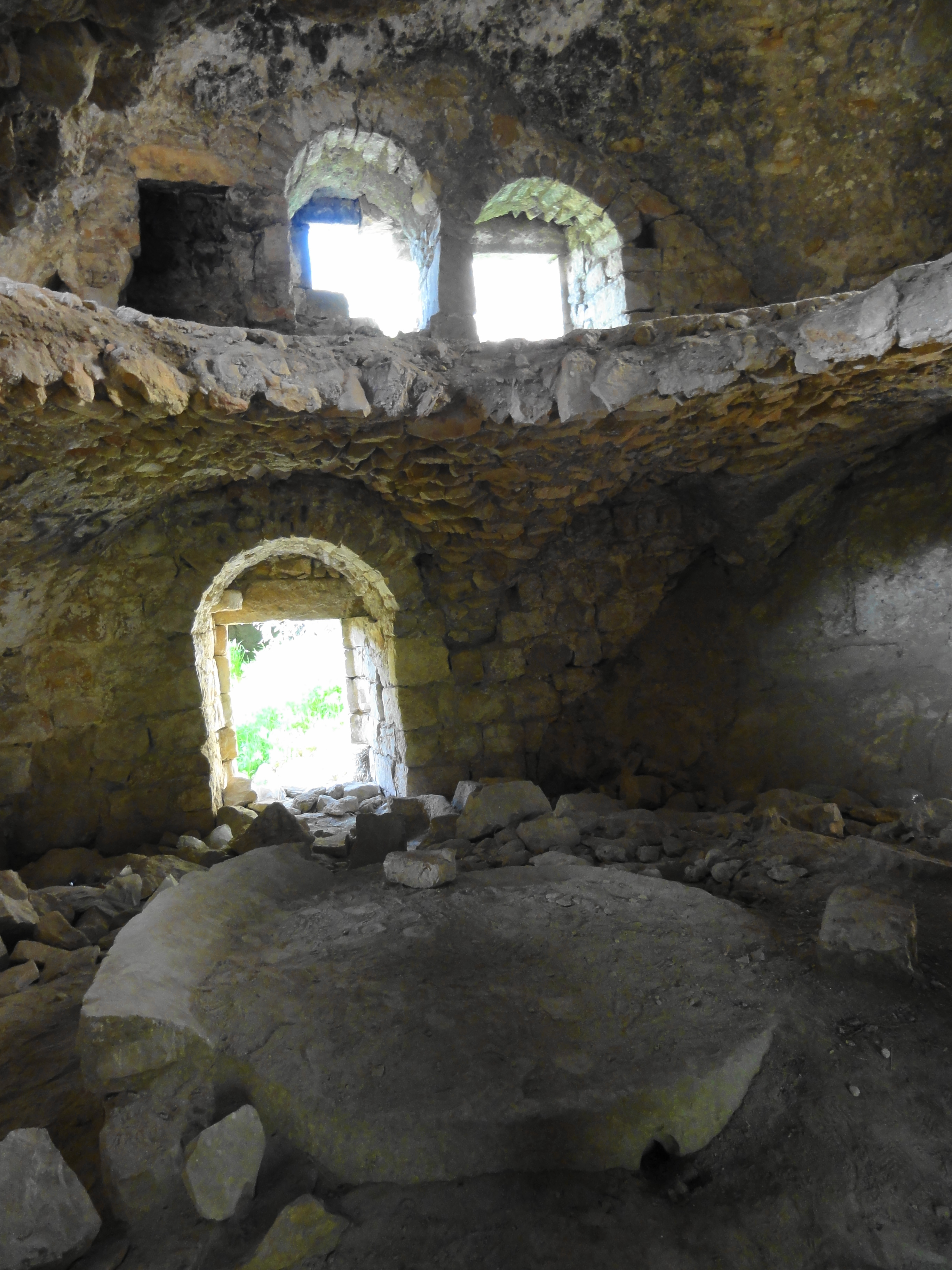
Almazara de Lifta.

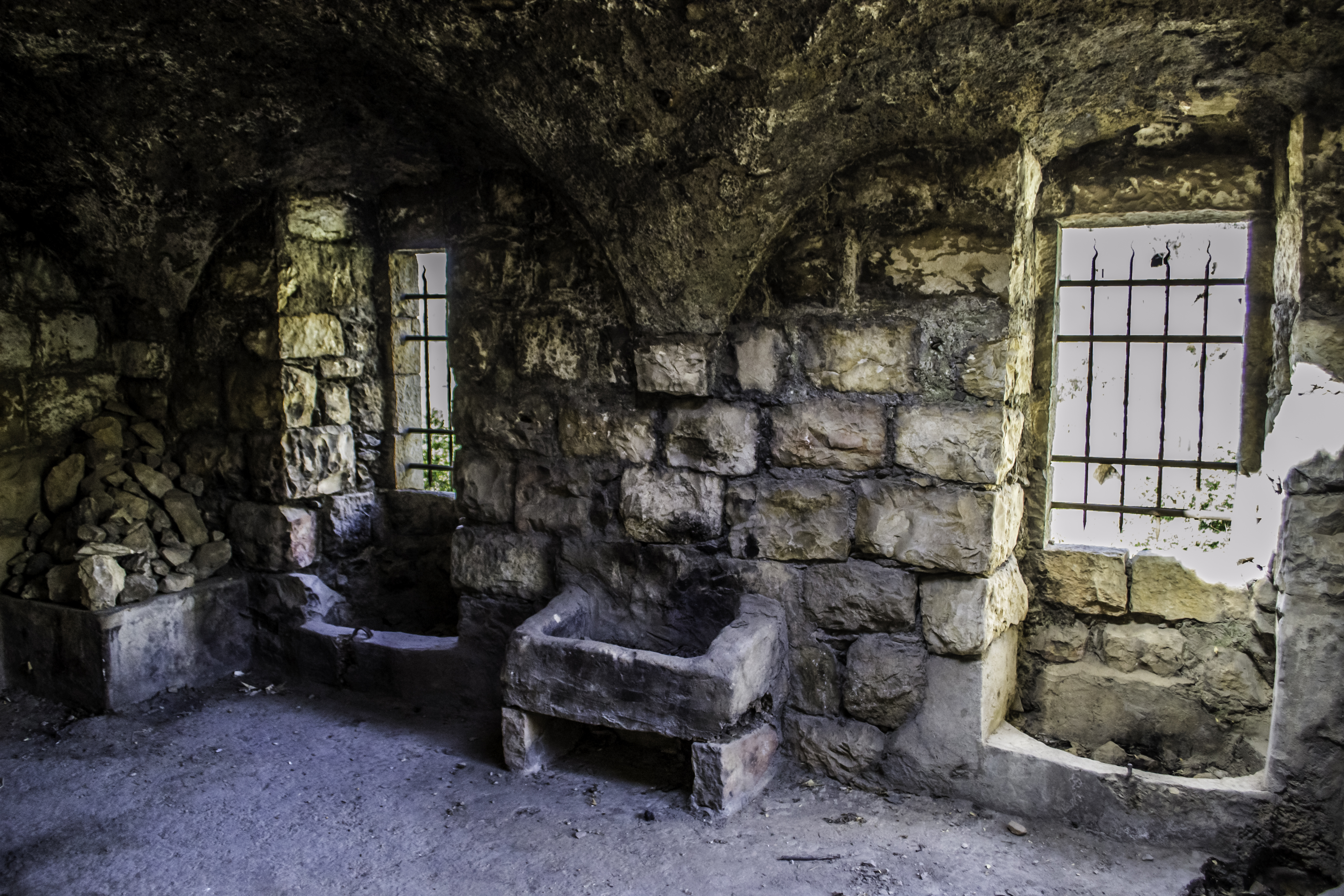
Interior de una casa.

En 1596, Lifta era una aldea del Imperio Otomano, nahiya (subdistrito) de Jerusalén dependiente del liwa (distrito) de Jerusalén, y contaba con una población de 72 hogares musulmanes, unas 396 personas. Pagaba impuestos sobre el trigo, la cebada, las aceitunas, los huertos frutales y los viñedos; un total de 4800 akçe. Todos los ingresos se destinaban a un waqf.
En Lifta tuvo lugar una batalla de la revuelta de Palestina de 1834. El egipcio Ibrahim Bajá y su ejército combatieron y derrotaron a los rebeldes locales, dirigidos por el jeque Qasim al-Ahmad, un destacado gobernante local. Sin embargo, la familia Qasim al-Ahmad siguió siendo poderosa y gobernó la región al suroeste de Nablus desde sus aldeas fortificadas de Deir Istiya y Bayt Wazan, a unos 40 km al norte de Lifta. En 1838, Edward Robinson señaló que Lifta era una aldea musulmana, situada en la zona de Beni Malik, al oeste de Jerusalén. Robinson contrataba arrieros de Lifta y señaló que en Lifta cada campesino «guarda su mula y suele acompañarla».
En 1863, Victor Guérin describió Lifta como una aldea rodeada de huertos de limoneros, naranjos, higueras, granados, limoneros y albaricoques. Una lista de aldeas otomanas de alrededor de 1870 indicaba 117 casas y una población de 395 habitantes, aunque el recuento de la población sólo incluía a los hombres.
La Encuesta de Palestina Occidental del Fondo para la Exploración de Palestina (PEF) de 1883 lo describió como un pueblo en la ladera de una colina empinada, con un manantial y tumbas excavadas en la roca al sur.
En 1896, la población de Lifta se estimaba en unas 966 personas.
En 1907, el historiador alemán Gustav Rothstein fue invitado a Lifta por su profesor de lengua árabe, Elias Nasrallah Haddad. Rothstein escribió un artículo de 20 páginas en el que describía las celebraciones matrimoniales y las fiestas religiosas de Lifta.

### Mandato británico de Palestina

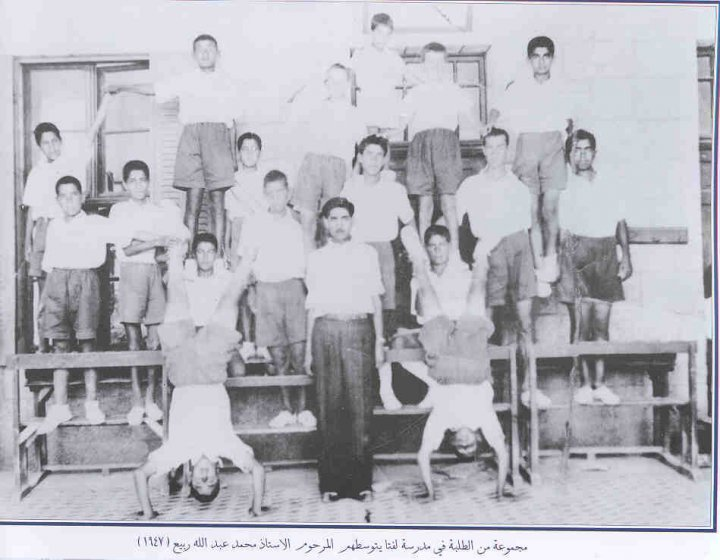
Alumnos de la escuela de Lifta en 1947.

Tras la partición del Imperio otomano al finalizar la Primera Guerra Mundial, las autoridades mandatarias de Palestina se hicieron cargo de la región y realizaron un primer censo de la población en 1922. Lifta tenía entonces una población de 1451 habitantes, todos musulmanes, que aumentó en el censo de 1931 (cuando Lifta se contabilizó con el cercano Orfanato Schneller), a 1893; 1844 musulmanes, 35 judíos y 14 cristianos, en un total de 410 casas.
En las estadísticas de 1945, la población de Lifta era de 2250 habitantes; 2230 musulmanes y 20 cristianos, y la superficie total de tierra era de 8743 dunams, según un estudio oficial de tierras y población. 3248 dunams eran campos de cereales, mientras que 324 dunams eran zona edificada (urbana).
Antes de 1948, el pueblo, con una población de unas 2500 personas, tenía huertos, varias almazaras, un lagar, además de una moderna clínica, dos cafeterías, dos carpinterías, barberías, una carnicería y una mezquita. Un pequeño número de judíos residía en el pueblo, y una antigua habitante judía describió la relación de su familia y la mayoría palestina como «excelente».

#### Guerra civil de Palestina (noviembre de 1947-mayo de 1948)
En la guerra civil de 1947-48, Lifta, Romema y Shaykh Badr, que estaban estratégicamente situadas en la carretera que va de Jerusalén a Tel Aviv, eran una prioridad operativa para las fuerzas judías. Algunas familias árabes ya habían abandonado el pueblo tras la decisión tomada algo antes, el 4 de diciembre, de evacuar a sus mujeres y niños para acoger a una compañía militar.  A mediados de diciembre, milicias árabes irregulares tomaron posiciones en Lifta para defender el lugar. Las patrullas de la Haganá se enzarzaron en tiroteos con los milicianos del pueblo, mientras que Irgún y Leji se mostraron aún más agresivos. El 28 de diciembre de 1947, el pueblo sufrió lo que los supervivientes llamaron «la masacre de Lifta», cuando una milicia judía lanzó un asalto con ametralladoras y granadas contra el café de Salah Eisa. Para advertir a los residentes de que debían evacuar, incineraron la casa del mukhtar y volaron veinte edificios mientras sitiaban el pueblo. El ataque dejó siete muertos, y más mujeres y niños abandonaron el pueblo. A principios de enero, el pueblo sufría escasez de alimentos. Posteriormente, algunos de los habitantes regresaron a sus hogares, y Benny Morris informó de que «algunos, o la mayoría» lo hicieron. Posteriormente, Abdelkader al-Husayni, mientras visitaba la aldea, ordenó a las mujeres, niños y ancianos que evacuaran y a los hombres que se quedaran en el lugar. El 29 de enero, una incursión de Leji voló tres casas de la aldea. A principios de febrero la aldea fue abandonada por la milicia árabe. Benny Morris lista el pueblo entre los que fueron despoblados por culpa de un asalto militar.
Según un residente entrevistado en 2021, hay unos 40.000 descendientes de la población refugiada original, dispersos en Jerusalén Este, Cisjordania, Jordania y la diáspora palestina. Varias familias aún conservan sus títulos de propiedad de la época otomana, que atestiguan su propiedad de partes de Lifta.

### Estado de Israel

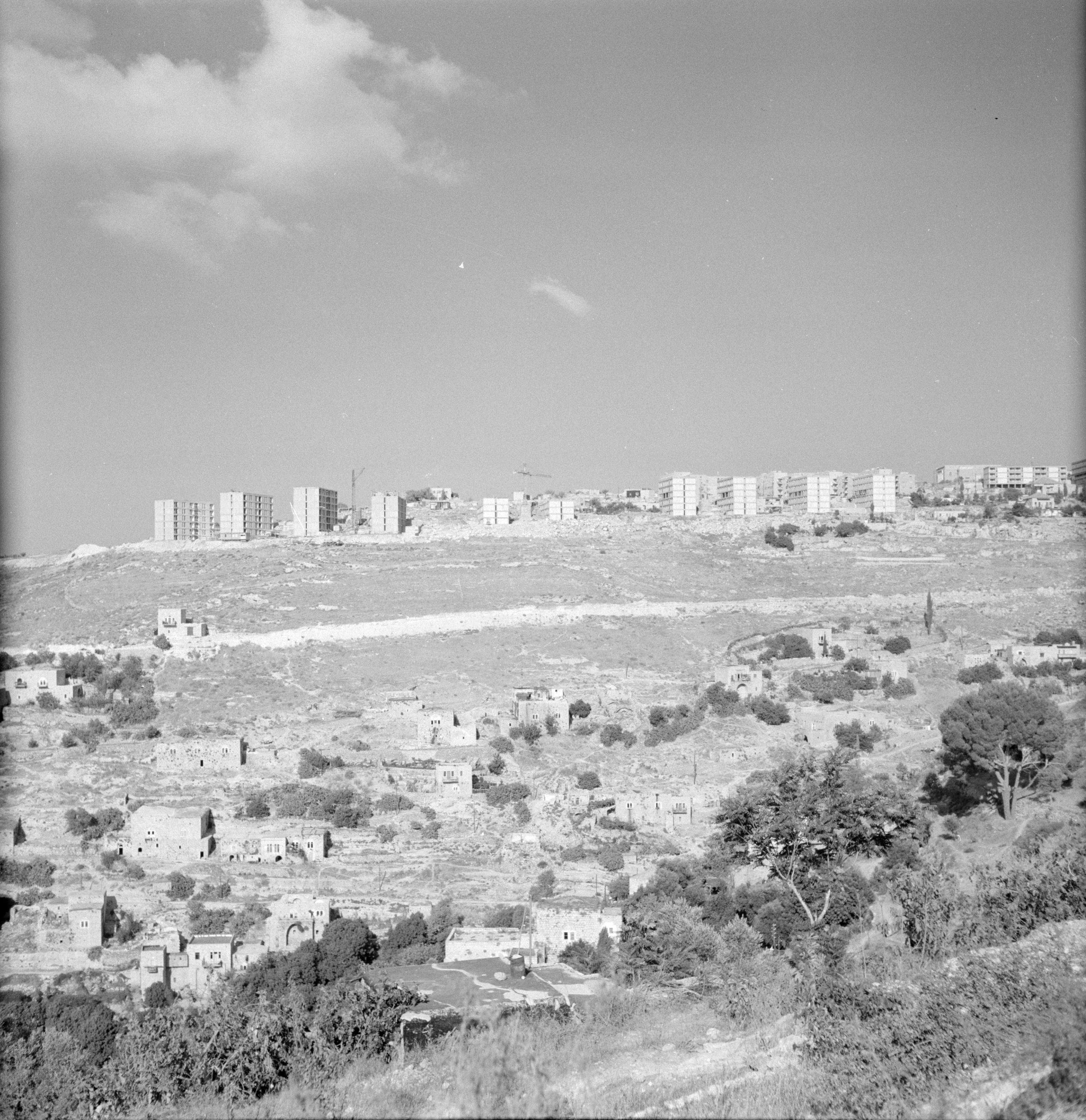
Construcción de nuevas barriadas de Jerusalén Oeste en 1964-65.

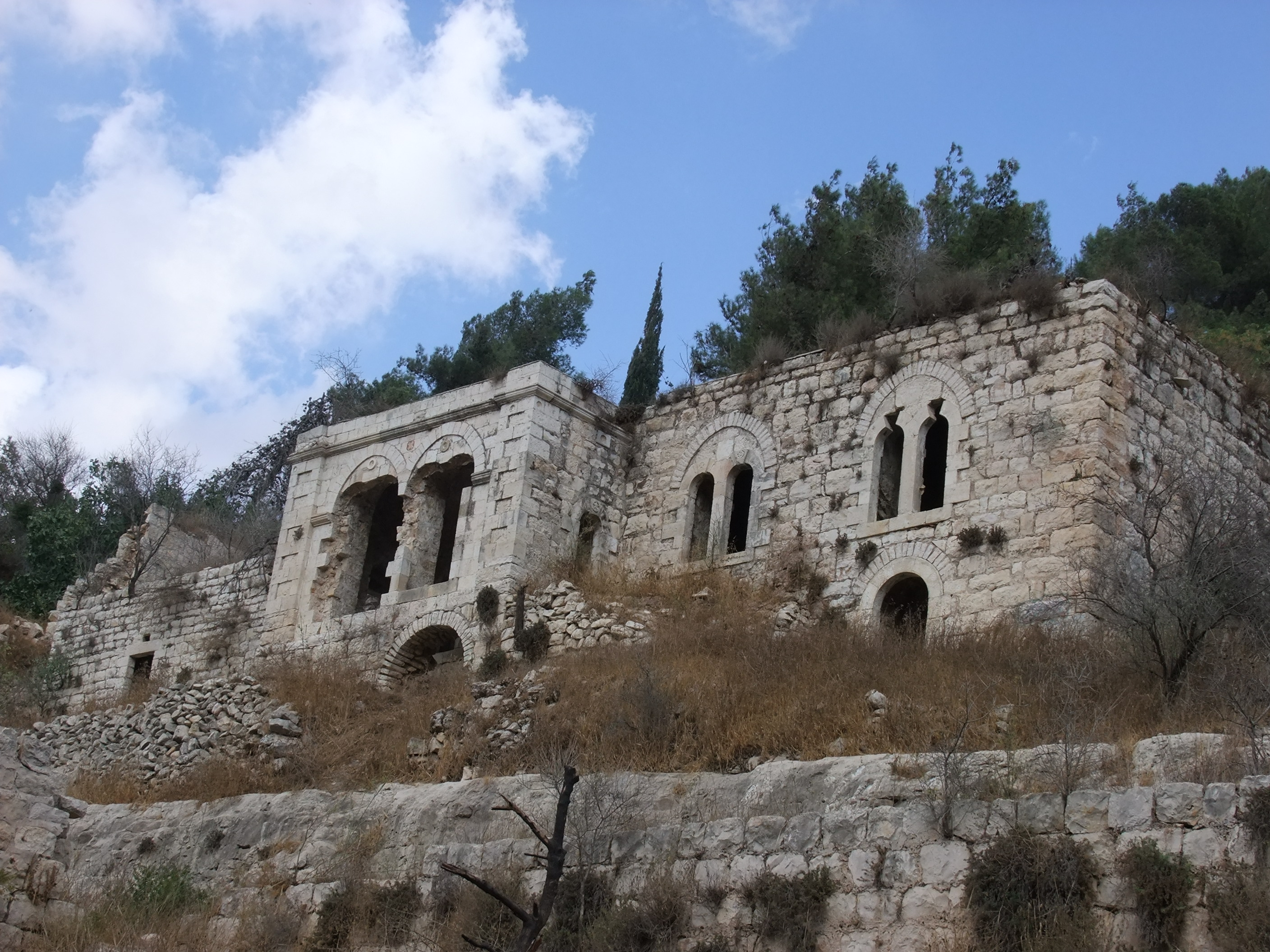
Una casa de Lifta en 2012.

Casas de Lifta en 2014.

Tras la expulsión de sus habitantes palestinos, de las 410 viviendas de Lifta quedaron 60 casas de piedra, algunas de tres pisos de altura, junto con su mezquita, una almazara y un camino de baldosas hacia un manantial. Israel ha propuesto Lifta a la Unesco en febrero de 2015 para que lo registre como Patrimonio de la Humanidad, y en 2018 quedó registrado en una lista de 24 sitios patrimoniales en peligro.
Durante la Segunda Guerra Mundial y justo después, las casas de Lifta fueron utilizadas por las autoridades israelíes para alojar a refugiados judíos e inmigrantes judíos de Yemen y Kurdistán. Debido a las malas condiciones de las viviendas, la mayoría fueron realojados en 1969-71, si bien unas pocas familias decidieron quedarse.
A principios de los años 1990, el Lifta Detoxification Center, un centro de desintoxicación para adolescentes drogadictos y alcohólicos de Jerusalén, ocupó algunas casas de Lifta hasta su cierre en 2014.
En 2011, se anunciaron planes para demoler el pueblo y construir una urbanización de lujo y un hotel, pero la iniciativa fue rechazada al año siguiente por el Tribunal del Distrito de Jerusalén.
En 2021, la Israel Land Administration, sin informar previamente a las autoridades municipales de Jerusalén, anunció que estaba preparando una licitación para la construcción de un barrio de lujo sobre las ruinas de la aldea, que consistiría en 259 villas, un hotel y un centro comercial. En 2022, el plan para demoler Lifta y construir viviendas de lujo fue archivado, y el nuevo alcalde de Jerusalén, Moshe Lion, decidió tratar de preservar la aldea de Lifta.